# Erkand Qerimaj
Erkand Qerimaj (Shkodër, 10 de agosto de 1988) es un deportista albanés que compite en halterofilia. Ganó cuatro medallas en el Campeonato Europeo de Halterofilia entre los años 2009 y 2017.

## Palmarés internacional
| Campeonato Europeo | Campeonato Europeo  | Campeonato Europeo | Campeonato Europeo |
| Año                | Lugar               | Medalla            | Categoría          |
| ------------------ | ------------------- | ------------------ | ------------------ |
| 2009               | Bucarest (Rumania)  | Medalla de plata   | 77 kg              |
| 2010               | Minsk (Bielorrusia) | Medalla de bronce  | 77 kg              |
| 2014               | Tel Aviv (Israel)   | Medalla de oro     | 77 kg              |
| 2017               | Split (Croacia)     | Medalla de bronce  | 77 kg              |